# HD76270
HD76270 — хімічно пекулярна зоря спектрального класу A3, що має видиму зоряну величину в смузі V приблизно  6,1.
Вона  розташована на відстані близько 3166,6 світлових років від Сонця.